# جواو ويلر
جواو ويلر (بالإنجليزية: Jo Wheeler)‏ هي مذيعة ‏ بريطانية، ولدت في 3 يوليو 1963 في مانشستر في المملكة المتحدة.

## وصلات خارجية
- جواو ويلر على موقع IMDb (الإنجليزية)